# Bulbophyllum stipulaceum
Bulbophyllum stipulaceum là một loài phong lan thuộc chi Bulbophyllum.